# 肯尼迪号航空母舰 (CVN-79)
约翰·F·肯尼迪号航空母舰（舷號：CVN-79），或簡稱甘迺迪號，為福特級航空母艦的二號艦。她是第二艘以約翰·甘迺迪為名的軍艦，紀念第35任美國總統約翰·甘迺迪，第一艘以約翰·甘迺迪為名的軍艦是在2009年除籍的小鷹級航空母艦甘迺迪號。甘迺迪號預定在2027年3月加入海軍服役。

## 艦歷
2009年1月15日，美國海軍與紐波特紐斯造船廠簽下舷號CVN-79的航空母艦建造合約，並在2011年2月25日舉行「切割首鋼」儀式（First Cut of Steel），正式開始建造。早前美國民間曾有呼聲，要求將CVN-79命名為企業（Enterprise，意譯進取），以繼承即將在2012年退役的企業號的艦名。
2011年5月29日，美國海軍部長雷·馬布斯（Ray Mabus）宣佈CVN-79將命名為甘迺迪號，以紀念第35任美國總統約翰·肯尼迪。肯尼迪在第二次世界大戰期間曾在海軍服役，參與了太平洋戰爭，並獲頒了紫心勛章。
2015年7月20日，肯尼迪号宣布动工。
2019年12月16日，肯尼迪号在美國維吉尼亞州舉行「受洗下水儀式」。未來將協助美軍執行海上安全及人道主義救援等工作。
据美国海军2026财年预算文件，肯尼迪号航空母舰将于2027年3月交付。而根据去年的预算计划，该航母原定于2025年7月交付，“CVN 79的交付日期从2025年7月推迟到2027年3月（初步验收待定），以支持完成先进拦阻装置（AAG）认证和继续进行先进武器升降机（AWE）工作。”这两项技术——用于捕捉降落在航母甲板上的飞机的系统，以及用于在舰内运送弹药的武器升降机——都是福特级航母采用的新系统。负责建造这艘航母的亨廷顿工业公司纽波特纽斯造船厂的一位发言人表示，公司正在将建造首舰的经验教训应用到该级别后续舰艇上。“具体来说，肯尼迪号的建造进度相当快， 导致建造福特号的经验教训未能及时得到应用再肯尼迪号上，”相比之下，企业号和米勒号在建造过程中就能够吸收、利用并充分利用福特号早期的经验教训。”

## 意外
2020年7月20日，仍在建中的肯尼迪号航空母舰发生火灾，不过很快被发现而扑灭，船只只受到轻微损伤。